# مارك هيرون
مارك هيرون (بالإنجليزية: Mark Herron)‏ هو ممثل أمريكي، ولد في 8 يوليو 1928 في باكستر في الولايات المتحدة، وتوفي في 13 يناير 1996 في لوس أنجلوس في الولايات المتحدة بسبب سرطان.

## أعمال

### أفلام
- (1963) 8½[3]

## وصلات خارجية
- مارك هيرون على موقع IMDb (الإنجليزية)
- مارك هيرون على موقع ألو سيني (الفرنسية)
- مارك هيرون على موقع أول موفي (الإنجليزية)
- مارك هيرون على موقع قاعدة بيانات الأفلام السويدية (السويدية)
- مارك هيرون على موقع قاعدة بيانات الفيلم (الإنجليزية)
- مارك هيرون على موقع كينوبويسك (الروسية)